# Bébé n'aime pas sa concierge
Pour plus de détails, voir Fiche technique et Distribution.
Bébé n'aime pas sa concierge est un film muet français réalisé par Louis Feuillade et sorti en 1912.
Ce film fait partie de la série des Bébé.

## Fiche technique
- Titre : Bébé n'aime pas sa concierge
- Réalisation : Louis Feuillade
- Scénario : Louis Feuillade
- Société de production : Société des Établissements L. Gaumont
- Pays d'origine :  France
- Langue : film muet avec les intertitres en français
- Format : Noir et blanc — 35 mm — 1,33:1 — Muet
- Métrage : 182 m
- Genre : Comédie
- Durée : 6 minutes
- Date de sortie : 
  - France : 1912

## Distribution
- René Dary : Bébé (comme Clément Mary)
- Madeleine Guitty
- Renée Carl : la mère
- Paul Manson : le père